# Martin Weill
Pour les articles homonymes, voir Weill.
Martin Weill, né le 11 avril 1987 à Paris, est un journaliste français.
Il est notamment reporter globe-trotter (à tel point qu'il est surnommé Tintin par deux médias,) dans les émissions Le Petit Journal sur Canal+ (2013-2016) et, par la suite dans Quotidien sur TMC (2016-2018). Depuis 2018, il présente sa propre émission de reportages sur TMC, Les Reportages de Martin Weill.

## Biographie

### Famille et formation
Fils de Pierre-Alain Weill (chef d'entreprise proche du parti socialiste présenté parfois comme imprimeur et parfois comme publicitaire), et de Christine Weill (une attachée de presse,), Martin Weill grandit dans l'ouest parisien. Il commence à s'intéresser au journalisme au lycée : il réalise des stages au Nouvel Obs et à RTL entre autres. Il étudie d'abord l'histoire et la science politique dans la bi-licence de l'université Paris I, puis part étudier à l'Institut d'études politiques de Bordeaux après avoir réussi le concours d'entrée. Il suit alors un double cursus avec l'université de Cardiff. Il est également diplômé de l'École supérieure de journalisme de Lille, dont il sort pour rejoindre TF1,.
Il parle français, anglais, espagnol et a quelques notions de portugais.

### Carrière

#### Canal+
Entre septembre 2012 et juin 2013, Martin Weill participe à l'émission Le Supplément, le dimanche après-midi sur Canal+.
À partir du 26 août 2013, il est reporter au sein de l'émission Petit Journal sur Canal+, présenté par Yann Barthès,,,.
Avec 230 000 kilomètres parcourus lors de ses reportages avec Le Petit Journal, il a indiqué en janvier 2015 qu'il avait déjà effectué l'équivalent de six tours du monde. En janvier 2016, ce sont plus de 553 803 kilomètres parcourus, soit quatorze fois le tour du monde.
Le 27 décembre 2015, il présente aux côtés de Yann Barthès un spin-off du Petit Journal : « L'envoyé Spécial »[source secondaire souhaitée]. Cette émission est un retour sur ses deux ans et demi de reportages et donne des nouvelles d'individus croisés lors de ceux-ci.

#### TMC
En 2016, il suit Yann Barthès qui quitte le Petit Journal pour aller sur TMC dans l'émission Quotidien. De septembre 2016 à mars 2017, il s'installe aux États-Unis afin de couvrir quotidiennement la campagne présidentielle américaine.
Au cours de l'élection présidentielle de 2017, il interroge les candidats sur leurs programmes en matière de politique internationale dans une rubrique intitulée « Le monde selon »[source secondaire souhaitée].
Le 27 juin 2017, il est aux commandes d'une émission de première partie de soirée spéciale diffusé de 21 h à 22 h 35 sur TMC. Intitulée Trump : saison 1, cette émission spéciale revient sur la campagne, l'élection et les débuts de Donald Trump à la tête des États-Unis. Gilles Bouleau est l'invité exceptionnel de cette soirée, durant laquelle il commente les divers reportages réalisés par Martin Weill et les débuts controversés du 45e président des États-Unis.
Il présente un nouveau prime le mercredi 8 novembre à 21 h : « Trump : 1 an jour pour jour », pour faire un bilan, un an après l'élection de Trump.
Le 19 janvier 2018, il remplace Yann Barthès, alors parti en week-end, et présente donc pour la première fois l'émission Quotidien[pertinence contestée].
Le 9 mars 2018, il présente à nouveau Quotidien à l'occasion d'une émission spéciale Afrique, pour parler des futurs enjeux du continent, qui est le continent le plus jeune du monde, avec des invités spéciaux (entre autres : Jean-Louis Borloo, des étudiants africains venus étudier en France, un entretien avec Emmanuel Macron et George Weah) et dévoiler ses reportages sur le sujet[source secondaire souhaitée]. 
À la rentrée 2018, est annoncé qu'il aura sa propre émission sur TMC, nommée Martin Weill. Ses apparitions dans Quotidien sont prévues pour être limitées à quelques émissions spéciales. L'émission change de nom en octobre 2021 et devient Les Reportages de Martin Weill.
Martin Weill réintègre temporairement l'équipe de Quotidien pendant les mois de mars et avril 2020, n'ayant pu repartir en tournage pour son émission en raison de la pandémie de Covid-19. Il anime alors une chronique donnant la parole aux personnels de santé[source insuffisante].
À partir du 2 août 2021, il anime un podcast mensuel intitulé Reporters[source secondaire souhaitée]. 

## Critiques
L'association Acrimed a vivement critiqué les reportages internationaux du Petit Journal, considérant qu'il n'y avait pas vraiment matière à tirer un titre de gloire du nombre de kilomètres parcourus ni du nombre de pays visités, et que « l’omniprésence du reporter Martin Weill » n'était pas tellement compatible avec la délivrance d'une information internationale de qualité,[source insuffisante].
Début décembre 2017, la journaliste Nassira El Moaddem accuse Hugo Clément et Martin Weill de « harcèlement », « sexisme » et de « racisme », à l'époque où ils étaient étudiants ensemble, en 2012,.
Le 12 février 2019, l'ancien directeur de l'École supérieure de journalisme de Lille (ESJ Lille), Marc Capelle, confirme les faits dans un billet qu'il publie sur son blog.